# Brzeziny
Brzeziny [pronunciación en polaco: /bʐɛˈʑinɨ/] es un pueblo ubicado en el distrito administrativo de Gmina Pionki, dentro del Condado de Radom, Voivodato de Mazovia, en el este de Polonia central. Se encuentra aproximadamente a 5 kilómetros al oeste de Pionki, a 18 kilómetros al noreste de Radom, y a 86 kilómetros al sur de Varsovia.